# National Board of Review Awards 1973
La 45ª edizione dei National Board of Review Awards si è tenuta il 24 dicembre 1973.

## Classifiche

### Migliori dieci film
- O Lucky Man! (O Lucky Man!), regia di Linday Anderson
- Paper Moon - Luna di carta (Paper Moon), regia di Peter Bogdanovich
- Un uomo da affittare (The Hireling), regia di Alan Bridges
- Batte il tamburo lentamente (Bang the Drum Slowly), regia di John D. Hancock
- La stangata (The Sting), regia di George Roy Hill
- Il diavolo del volante (The Last American Hero), regia di Lamont Johnson
- Serpico, regia di Sidney Lumet
- Il giorno del delfino (The Day of the Dolphin), regia di Mike Nichols
- Come eravamo (The Way We Were), regia di Sydney Pollack

### Migliori film stranieri
- Sussurri e grida (Viskningar och rop), regia di Ingmar Bergman
- Alfredo Alfredo, regia di Pietro Germi
- Alto, biondo e con una scarpa nera (Le grand blond avec une chaussure noire), regia di Yves Robert
- Monsieur Hulot nel caos del traffico (Trafic), regia di Jacques Tati
- La nuova terra (Nybyggarna), regia di Jan Troell
- Effetto notte (La nuit américaine), regia di François Truffaut

## Premi
- Miglior film: La stangata (The Sting), regia di George Roy Hill
- Miglior film straniero: Sussurri e grida (Viskningar och rop), regia di Ingmar Bergman
- Miglior attore: Al Pacino (Serpico) ex aequo Robert Ryan (The Iceman Cometh)
- Miglior attrice: Liv Ullmann (La nuova terra)
- Miglior attore non protagonista: John Houseman (Esami per la vita)
- Miglior attrice non protagonista: Sylvia Sidney (Summer Wishes, Winter Dreams)
- Miglior regista: Ingmar Bergman (Sussurri e grida)